# Megachile nelsoni
Megachile nelsoni är en biart som beskrevs av Mitchell 1936. Megachile nelsoni ingår i släktet tapetserarbin, och familjen buksamlarbin. Inga underarter finns listade i Catalogue of Life.